# Brett Kavanaugh
Brett Kavanaugh (nom prononcé : [ˈkævənɔː]), né le 12 février 1965 à Washington, D.C., est un juge fédéral américain siégeant à la Cour suprême des États-Unis depuis le 6 octobre 2018, à la suite de sa nomination par le président Donald Trump. Il siégeait auparavant à la cour d'appel des États-Unis pour le circuit du district de Columbia à la suite de sa nomination par le président George W. Bush en 2006.

## Biographie

### Enfance et études
Brett Michael Kavanaugh est né le 12 février 1965 à Washington, D.C., et a grandi à Bethesda dans l'état du Maryland. Il est le fils de Martha Gamble (née Murphy) et Everett Edward Kavanaugh, Jr.,. Sa mère est professeure d'histoire au lycée Woodson et au McKinley Technology à Washington dans les années 1960 et 1970 ; elle obtient un diplôme en droit à la Washington College of Law (en) en 1978 et devient juge à la Circuit Court Judge de 1995 à 2001,. Son père a été le président de Personal Care Products Council (en) pendant 20 ans. Kavanaugh est catholique,.
Kavanaugh suit sa scolarité à Georgetown Preparatory School, Yale College, B.A. en 1987, et l'école de droit de Yale, J.D. en 1990. Il a été correcteur pour le Yale Law Journal.

### Début de carrière
Son premier emploi est comme assistant de justice pour le juge Walter King Stapleton (en) de la cour d'appel des États-Unis pour le troisième circuit et du juge Alex Kozinski (en) de la cour d'appel des États-Unis pour le neuvième circuit. Kavanaugh obtient une bourse d'un an auprès de l'avocat général des États-Unis Kenneth Starr pour 1992-1993,. Puis en 1993, il devient greffier pour le juge de la cour suprême des États-Unis Anthony Kennedy,.
De 1994 à 1997 puis sur une période de 1998, Kavanaugh retourne auprès du procureur Starr,. Il travaille notamment sur l'enquête sur le suicide de Vince Foster, ami de Bill Clinton et collaborateur de la Maison-Blanche. L'enquête fait partie du scandale du Whitewater portant sur des investissements du couple Clinton dans les années 1980-1990,. Kavanaugh participe aussi à la rédaction du rapport du procureur Kenneth Starr dans l'affaire Monica Lewinsky,.
De 1997 à 1998 et de 1999 à 2011, il travaille comme avocat associé dans le cabinet Kirkland & Ellis.

### Présidence de George W. Bush

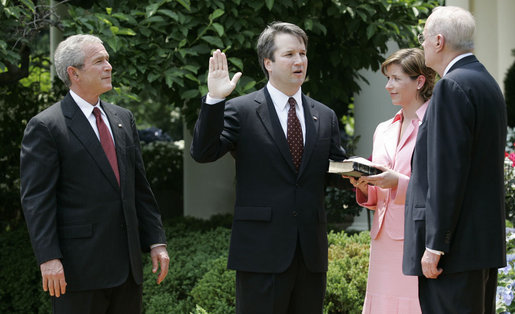
Brett Kavanaugh prêtant serment, en 2006, devant le président George W. Bush et le juge Anthony Kennedy.

Kavanaugh s'implique dans la campagne de George W. Bush lors de l'élection présidentielle américaine de 2000 ; il participe au recomptage des voix en Floride.
Au début du mandat de George W. Bush en 2001, Kavanaugh est engagé comme assistant du conseiller juridique de la Maison-Blanche, Alberto Gonzales. À ce poste, il travaille notamment sur le scandale Enron, la nomination comme juge en chef de John G. Roberts, Jr. à la cour suprême et sur la nomination infructueuse de Miguel Estrada (en). À partir de 2003, il est assistant du président Bush et fait partie du personnel du secrétariat de la Maison-Blanche. À ce titre, il était responsable de la coordination de tous les documents du et vers le président.

### Juge de cour d'appel
Le président George W. Bush nomme Kavanaugh à la cour d'appel des États-Unis pour le circuit du district de Columbia le 25 juillet 2003 à la suite du poste laissé vacant par la juge Laurence Silberman (en) qui prend le statut de senior en novembre 2000. Durant 3 ans, sa nomination est bloquée au sénat, où les sénateurs démocrates l'accusent d'être trop partisan envers la politique des Républicains.
En 2003, l'American Bar Association l'évalue comme « très qualifié ». Après l'opposition des sénateurs démocrates, Kavanaugh est évalué en 2006 comme « qualifié ». Kavanaugh est finalement confirmé et devient juge à la cour d'appel des États-Unis pour le circuit du district de Columbia en 2006,.

### Nomination à la Cour suprême par Donald Trump

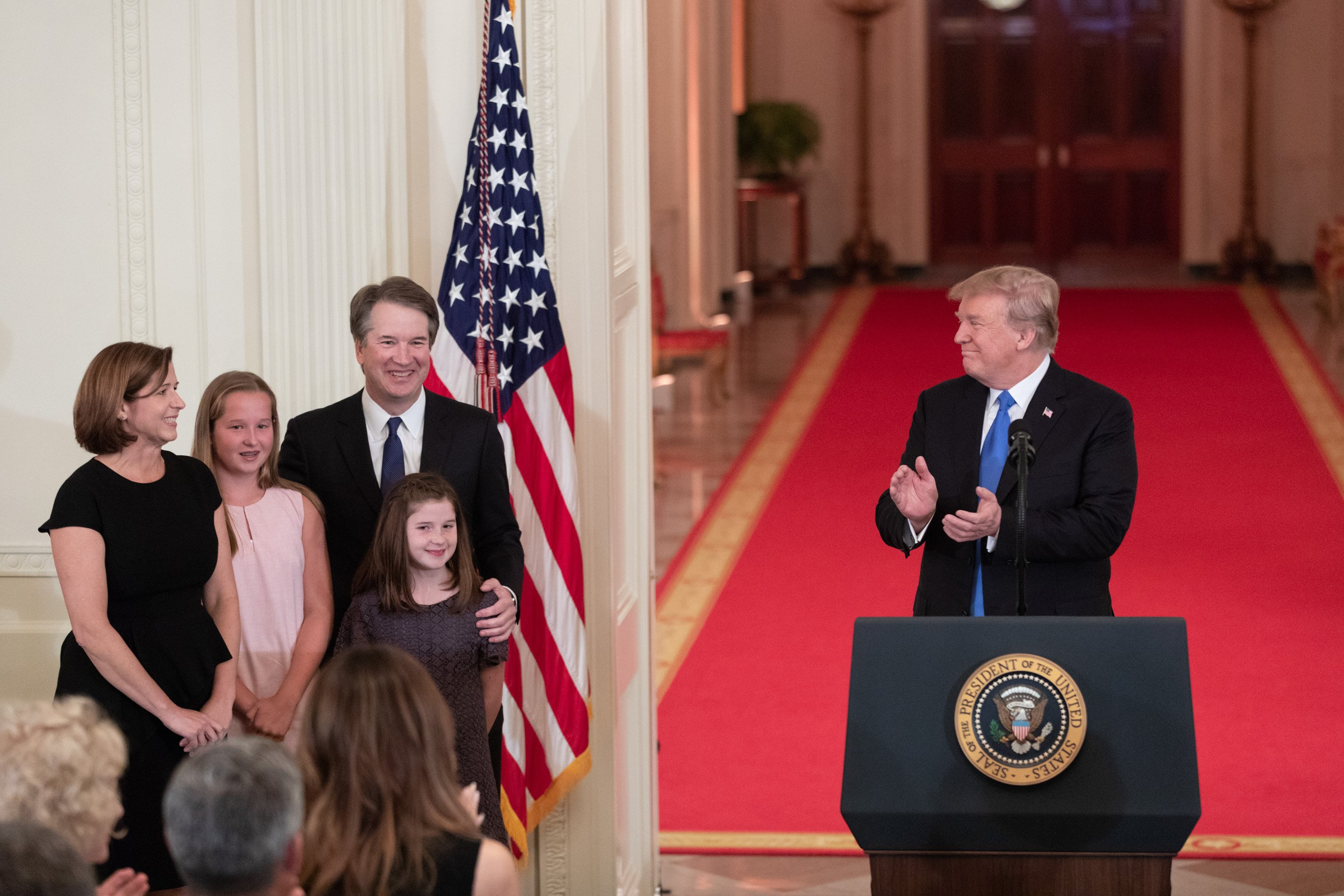
Kavanaugh et sa famille avec le président Donald Trump lors de sa présentation.

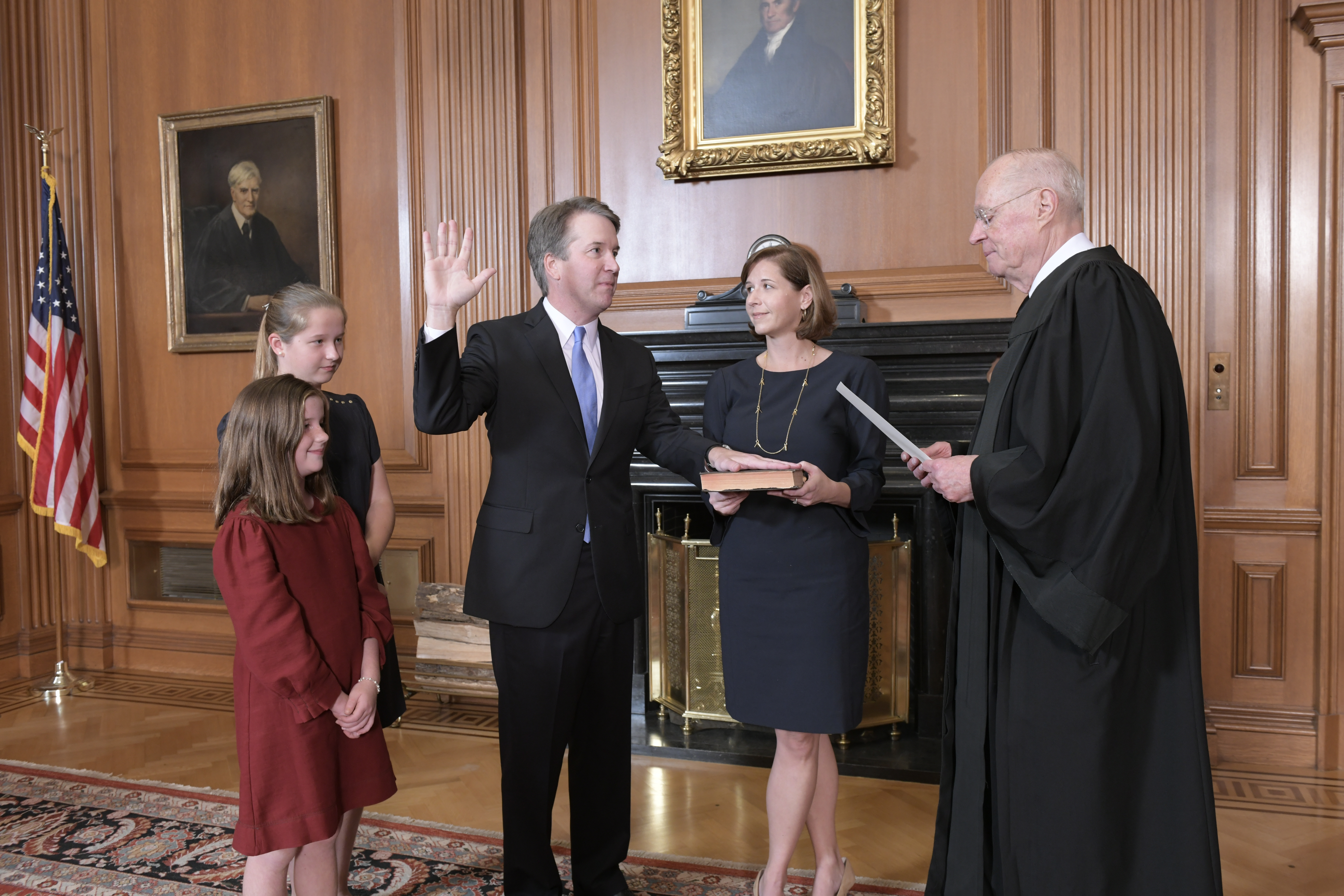
Kavanaugh prêtant serment comme juge de la Cour suprême.

Selon The New York Times, le 2 juillet 2018, Kavanaugh est reçu par le président Donald Trump pour un entretien préalable au remplacement du juge Anthony Kennedy, avec qui Kavanaugh a déjà travaillé. Le président américain a également reçu trois autres juges de cour d'appel fédérale. Le 9 juillet, Donald Trump annonce son intention de nommer Kavanaugh à la cour suprême des États-Unis,. Kavanaugh est considéré par les milieux politiques comme plus conservateur que son prédécesseur.

#### Auditions et confirmation par le Sénat
Les auditions devant la commission judiciaire du Sénat de Kavanaugh en vue de sa nomination à la Cour suprême ont débuté le 4 septembre 2018. Un vote en commission est prévu le 20 septembre. Le 6 octobre 2018, Brett Kavanaugh est confirmé par le Sénat américain au poste de juge assesseur à la Cour suprême des États-Unis par 50 voix pour et 48 contre.

#### Prise de position
Il est l’un des défenseurs de l’abrogation de la neutralité du réseau, qui selon lui « empêchait les fournisseurs de bloquer l’accès à certains sites ou de ralentir le débit selon les prix payés par leurs utilisateurs, empiétait sur leur liberté d’expression, et était donc anticonstitutionnel ».
En matière de protection des données à caractère personnel, Kavanaugh confirme que le programme de collecte massive de métadonnées de la NSA est légal compte tenu que la collecte d'enregistrements auprès des fournisseurs de services n'est pas une recherche de clients et répond à un besoin de sécurité qui prime sur la politique de confidentialité individuelle.
Il défend des positions anti-avortement.

#### Accusation d'agression sexuelle
Le 14 septembre 2018, The New Yorker publie un article dans lequel une femme qui voulait rester anonyme affirme qu'au début des années 1980, Kavanaugh aurait tenté de l'agresser sexuellement lors d'une soirée, lorsque les deux étaient encore lycéens et mineurs. Les journalistes se sont alors mis à la recherche de son identité, et Christine Blasey Ford a décidé d'annoncer le 16 septembre 2018 qu'elle était l'auteur de cette déclaration.
Brett Kavanaugh conteste cette accusation « de manière catégorique et sans équivoque »,. Le même jour, le 14 septembre 2018, le Comité judiciaire du Sénat des États-Unis rend publique une lettre cosignée par soixante-cinq femmes l'ayant connu à la même époque ; les signataires prennent la défense de Kavanaugh, jugeant ces allégations hautement improbables.
Un rapport du FBI dévoilé le 4 octobre 2018 indique que « rien » ne confirme les accusations d'agressions sexuelles portées contre Brett Kavanaugh. Les démocrates dénoncent une enquête incomplète.
Début novembre 2018, une de ses accusatrices, qui lui reprochait de l'avoir violée avec un ami, avoue avoir menti ; elle voulait par là, dit-elle, empêcher l'accession à la Cour suprême du juge.

### Vie privée

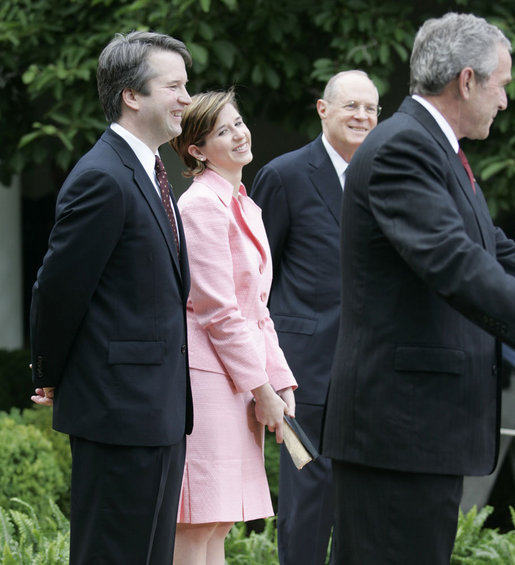
George W. Bush au premier plan, avec derrière lui Brett et Ashley Estes Kavanaugh à la Maison-Blanche en 2006.

Kavanaugh est marié avec Ashley Estes. Le couple s'est rencontré alors que tous deux travaillaient à la Maison-Blanche sous la présidence de George W. Bush. Ashley Estes a été la secrétaire personnelle de Bush. Leur premier rendez-vous a eu lieu le 10 septembre 2001. Lors des attentats du 11 septembre 2001, ils ont été tous les deux évacués de la Maison-Blanche.